# Carillon in der Stiftskirche Kaiserslautern

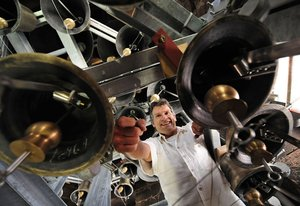
Helmut Freitag, der Initiator und Musiker

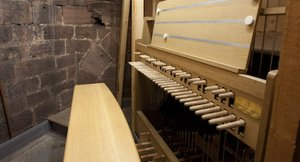
Der Spieltisch des Carillon

Das Carillon in der Stiftskirche Kaiserslautern zählt mit 47 Glocken und einem Umfang über vier Oktaven von C bis c4 zu den größten in Deutschland.
Es wurde bis ca. 2007 zum größten Teil durch Spenden und Fördermittel finanziert, darunter von der Kulturstiftung des Landes Rheinland-Pfalz.
Alle Glocken, von 1,5 Tonnen bis zu 17 Kilogramm bei 12 Tonnen Gesamtgewicht, zeigen eine individuelle Glockenzier, eine Inschrift, Buchstaben und persönliche Daten, die die Spender für die jeweilige Glocke gewünscht haben. In der nicht für die Öffentlichkeit zugänglichen Glockenstube sind die Spender mit ihrer eigenen Glocke und deren Inschrift festgehalten.
Seit dem 21. Mai 2009 (Himmelfahrt) erklingt das Instrument zu sieben Tageszeiten (9:31 – 11:01 – 12:31 – 15:01 – 16:31 – 18:31 – 20:01), sonntags (9:50 Uhr) angepasst an das reguläre Geläut. Dazu werden jahreszeitlich und liturgisch angepasste kleine Musikstücke eingespielt, Volkslieder oder kleine Improvisationen dargeboten. Auch individuelle Wünsche konnten erfüllt werden.